# Rock of Cashel
El Rock of Cashel (en irlandès: Carraig Phádraig) també conegut com a Cashel dels reis (anglès: Cashel of the Kings) o Roca de Sant Patrici (anglès: Saint Patrick's Rock) és un monument històric d'Irlanda a la província de Munster, al Comtat de Tipperary, a la població de Cashel.

## Història
El Rock of Cashel va ser la seu tradicional dels reis de Munster per a diversos centenars d'anys abans de la invasió normanda d'Irlanda. Algunes restes de les estructures més antigues van sobreviure, però la majoria dels edificis actuals daten dels segles xii i xiii. Cashel té fama de ser el lloc de la conversió del rei de Munster després de la intervenció de sant Patrici al segle cinquè. El pintoresc complex té un caràcter propi i és una de les edificacions més notables de l'art celta i d'arquitectura medieval que es poden trobar a Europa.
Segons la mitologia local, el Rock of Cashel es va originar al Diable bit, una muntanya a 20 milles (30 km) al nord de Cashel, quan Sant Patrici va bandejar Satanàs d'una cova, i el resultat fou la caiguda de la roca a Cashel, al Comtat de Tipperary.

## Edificis

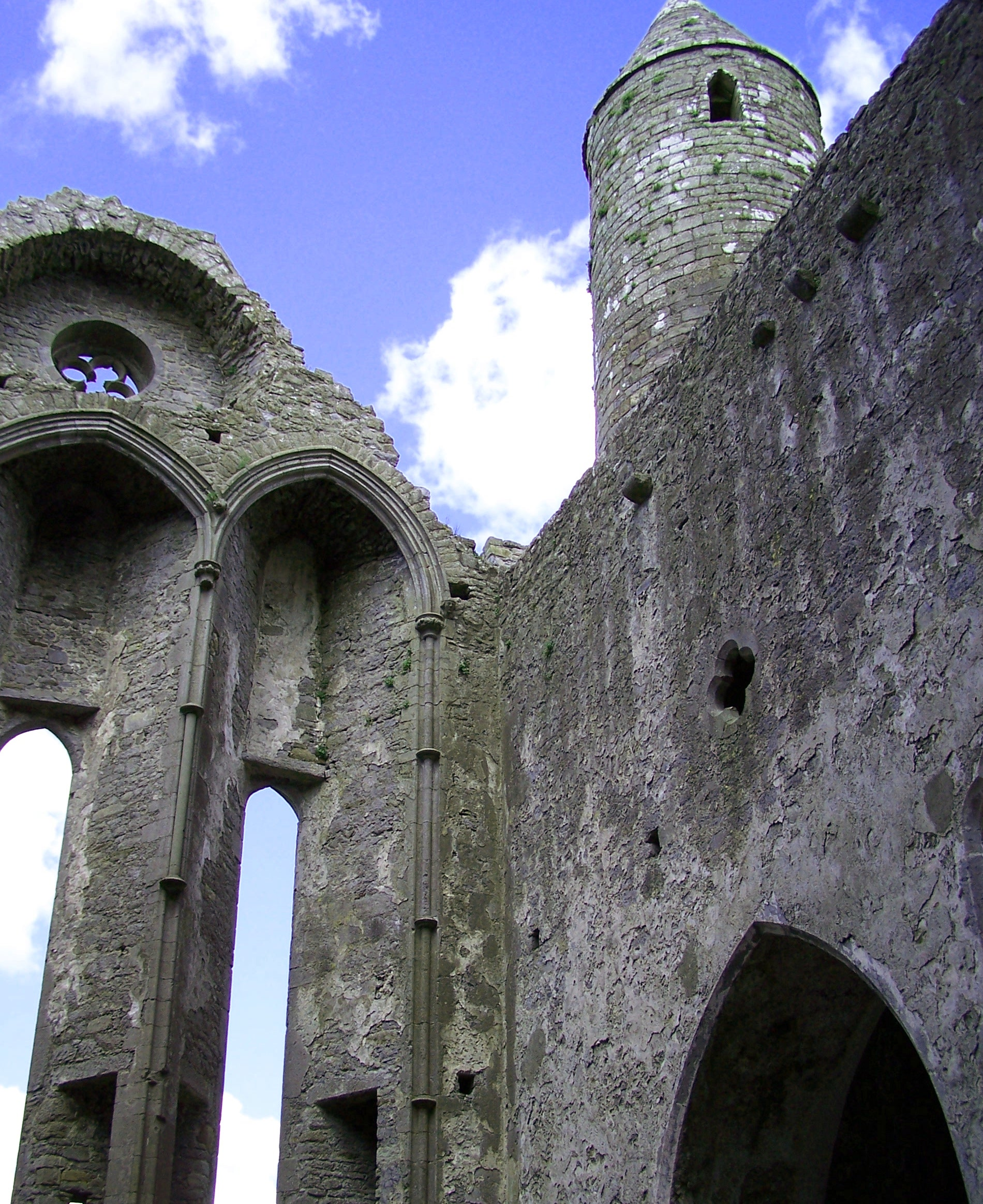
La torre rodona sobresurt per les parets de la catedral

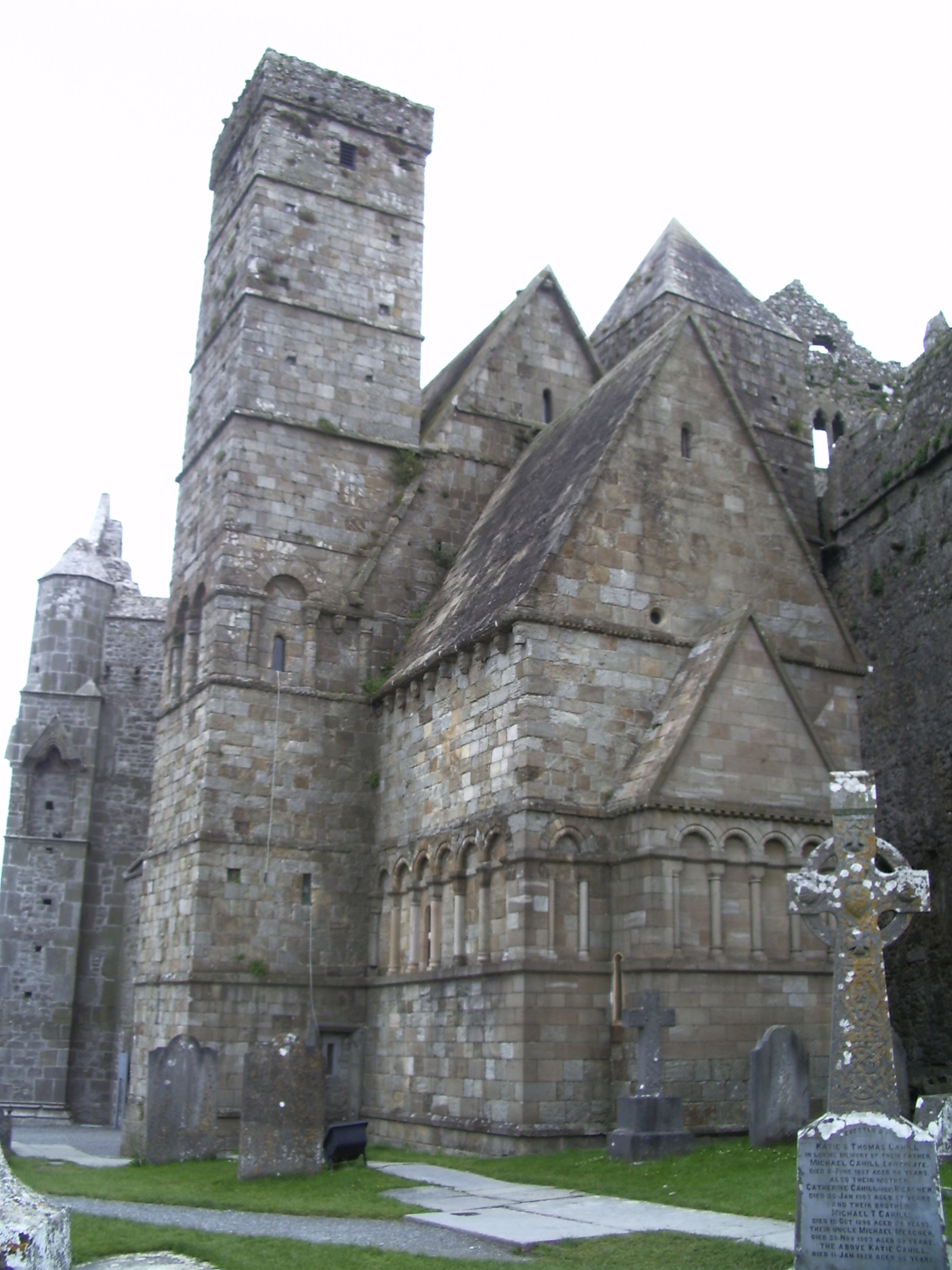
Exterior de la Capella de Cormac, amb la decoració romànica

El més antic i el més alt dels edificis és la ben conservada torre circular de 28 metres, que data aproximadament del 1100. L'entrada se situa a 12 peus de terra, compta també amb uns fonaments de prop de 3 peus, típics de les torres rodones. La torre va ser construïda amb l'ús del mètode de la pedra en sec. Els conservadors moderns han omplert en alguns punts de la torre amb morter per raons de seguretat.
La Capella de Cormac, la capella del Rei Cormac Mac Carthaigh, es va iniciar el 1127 i fou consagrada el 1134. És una estructura molt sofisticada, a diferència de la majoria de les esglésies romàniques irlandeses, que normalment són simples en el pla i només tenen alguna decoració aïllada. L'abat de Ratisbona va enviar dos dels seus fusters per ajudar en el treball i les torres bessones a banda i banda de la unió de la nau i el cor mostren de manera evident la influència germànica, ja que aquesta característica era desconeguda a Irlanda. Altres característiques notables de l'edifici inclouen arcades interiors i exteriors, un sostre de volta de canó, un timpà esculpit sobre ambdós llindars, la porta nord magnífica i l'arc del presbiteri. Conté un dels més ben conservats frescos irlandesos d'aquest període.
La catedral, construïda entre 1235 i 1270, és un edifici d'una sola nau de planta cruciforme, amb una torre central i finalitzat cap a l'oest amb una torre-castell residencial, afegida pel bisbe com a residència personal. La Casa del Cor dels Vicaris va ser construïda al segle xv. La coral dels vicaris estava format per laics i algun canonge, designats per ajudar a cantar els serveis de la catedral. A Cashel originalment hi havia vuit vicaris de cor. La restauració de la sala es va dur a terme per l'Oficina d'Obres Públiques com un projecte en el marc de l'Any del Patrimoni Arquitectònic Europeu, 1975. A través d'aquesta restauració els visitants poden veure aquest lloc amb un aspecte bastant acostat al que tenia quan fou construït.
La Creu de Sant Patrici estava situada a l'exterior, entre la Casa del Cor dels Vicaris i la Catedral. Actualment aquí hi ha una còpia i l'original es guarda a la cripta de la Casa del Cor. Originalment era una creu cèltica, amb una representació de Sant Patrici, que va ser a Cashel el 450; i en l'altre costat s'hi representa la crucifixió de Crist. El peu de la creu és buit per tal de poder-hi guardar relíquies.
El 1647, durant la Guerra de la Confederació d'Irlanda, prommoguda per Oliver Cromwell, Cashel va ser saquejada per les tropes parlamentàries de l'anglès Murrough O'Brien, primer comte de Inchiquin. Les tropes confederades d'Irlanda no van ser massacrades, com sí que ho fou el clergat catòlic romà, entre els quals hi havia Theobald Stapleton. Les tropes d'Inchiquin van saquejar i destruir molts elements religiosos importants.
El 1749, el sostre de la catedral substituït per Arthur Price, bisbe de Cashel.

## Altres edificis

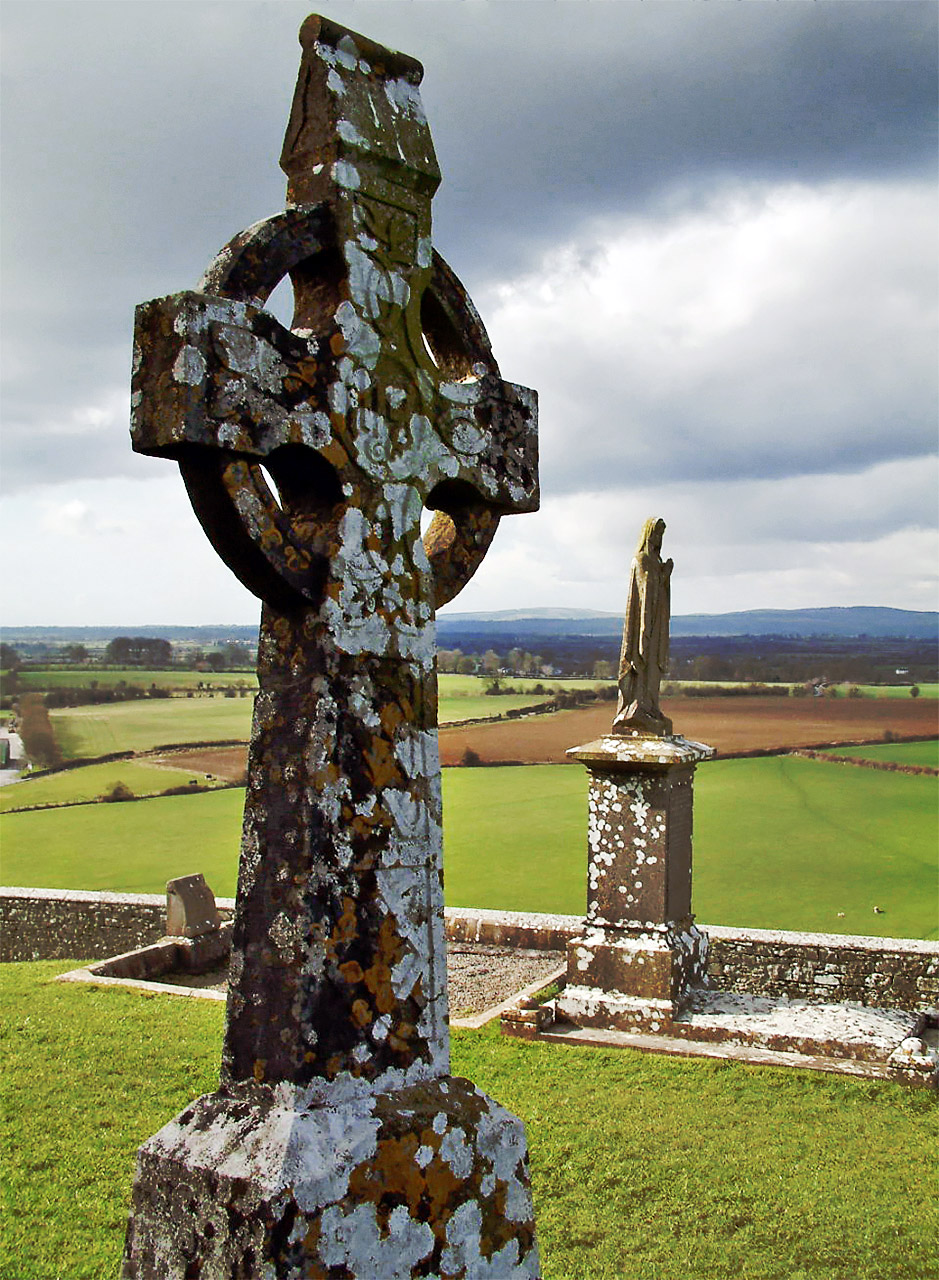
Creu cèltica situada al cementiri de Cashel

Tot l'altiplà sobre el qual es troben els edificis i el cementiri està emmurallat. En el terreny al voltant dels edificis s'hi troba un cementiri extens amb moltes creus cèltiques. Destaca la Creu de Scully, una de les creus més grans i famoses de Cashel, construïda originalment el 1867 per commemorar la família Scully. Va ser destruïda el 1976, quan un llamp va caure sobre una vareta de metall que hi havia al llarg de la creu. Les restes de la part superior de la creu, ara es troben a la base de la creu al costat de la paret de roca.